# Filosofia limbajului
Filosofia limbajului este o ramură a filosofiei care studiază diferitele tipuri de limbaj din punct de vedere al semnificației, relației utilizatorilor cu utilizarea limbajelor și cu realitatea.

## Concepte utilizate
- înțeles
- adevăr
- referință
- denotație
- descripție
- nume propriu

## Reprezentanți
- Donald Davidson
- Gottlob Frege
- Saul Kripke
- Hilary Putnam
- Bertrand Russell
- John R. Searle
- W.O. Quine
- Ludwig Wittgenstein